# Conceptor
Conceptor war eine brasilianische Automarke.

## Markengeschichte
Ein Unternehmen aus São Paulo begann 1991 mit der Produktion von Automobilen. Der Markenname lautete Conceptor. Für 1992 ist noch eine Anzeige des Unternehmens überliefert. Der weitere Verlauf ist nicht bekannt.

## Fahrzeuge
Das erste Modell war die Nachbildung des Porsche 911 als Coupé. Die Basis bildete ein eigenes Fahrgestell. Wassergekühlte Motoren von Volkswagen do Brasil mit 1800 cm³ Hubraum und 2000 cm³ Hubraum standen zur Wahl.
Wenig später ergänzte der Nachbau des Ferrari F40 das Sortinemt. Er hatte ebenfalls ein eigenes Fahrgestell, aber üblicherweise einen Motor von Chevrolet mit 4100 cm³ Hubraum. Alternativ waren importierte V6- und V8-Motoren erhältlich.